# Oedicephalus albovarius
Oedicephalus albovarius är en stekelart som först beskrevs av Cresson 1865.  Oedicephalus albovarius ingår i släktet Oedicephalus och familjen brokparasitsteklar. Inga underarter finns listade i Catalogue of Life.